# Museo Castiglioni
O Museu Castiglioni (em francês:  Museo Giannino Castiglioni), instalado em Lierna, é um dos maiores e mais famosos museus da região do Lago Como. É dedicada ao artista Giannino Castiglioni, e foi fundada em 2015 após a doação dos herdeiros em 2003, pelo qual o município de Lierna entrou na posse de cerca de 300 obras do escultor como estudos em gesso. Este primeiro núcleo do museu está instalado na Câmara Municipal e Centro Comunitário. 
Em 2015 o município realizou uma campanha complexo de restauração de 24 obras, de acordo com a Superintendência de Belas Artes e da paisagem. Os objetivos declarados eram para fornecer um museu pode dizer a maior parte da vida do escultor ea história deles ligados ao território, mas a abertura do museu também as obras de outros artistas e  designer  que, através dos séculos aumentou a área do lago Como.

A escola do lago Lierna Como projetou Giannino Castiglioni e seu filho Achille Castiglioni